# Cases al carrer Artail (Vilassar de Dalt)
Les Cases al carrer Artail són una obra de Vilassar de Dalt (Maresme) protegida com a bé cultural d'interès local.

## Descripció
El carrer Artail, vorejant la riera de Targa, està format per quinze cases de les anomenades casa de cos obreres. Són cases entre mitgeres de planta i pis, amb parets de càrrega longitudinals i coberta de teula amb vessant a la façana principal. Aquesta façana està formada per un portal d'arc escarser i una finestra a cada planta. A la planta baixa hi ha la cuina, el menjador, el rebost i l'eixida amb un safareig i la comuna coberts. A dalt hi ha els dormitoris. El carrer Artail neix a mitjans del segle xix, al voltant de les fàbriques tèxtils (Cal Garbat), per allotjar els obrers. Respon a les idees urbanístiques que s'adeqüen a la situació d'expansió del sector industrial i creixement del proletariat obrer. El model de casa que s'adoptà fou una evolució de la casa de cos preindustrial. La seva peculiaritat ve donada per l'amplada (5 m, un cos) i llargària (20m). Diverses de les cases han sofert modificacions amb l'obertura de finestres, arrebossats recents, etc.

## Història
Una de les cases conserva l'escriptura de compra datada el 1856.
Les cases del carrer Artail progegides com a BCIL són les que van del número 1 fins al 53 (números imparells) i la de l'abat Oliba número 1.